# 中甸珍珠菜
中甸珍珠菜（学名：Lysimachia chungdienensis）是报春花科珍珠菜属的植物，为中国的特有植物。分布在中国大陆的四川、云南等地，生长于海拔2,000米至3,200米的地区，一般生于山坡疏林下和灌丛中，目前尚未由人工引种栽培。遇到气候干旱需要早晚淋水，而雨季则需要注意排水防涝。